# Санка Данушка
Косгала Ватхукараж Санка Данушка або просто Санка Данушка (нар. 28 грудня 1984, Канді, Шрі-Ланка) — ланкіський футболіст, захисник клубу «Шрі-Ланка Армі».

## Клубна кар'єра
З 2010 року захищає кольори клубу «Шрі-Ланка Армі».

## Кар'єра в збірній
З 2011 року виступає в національній збірній Шрі-Ланки.